# Академическая гребля на летних Олимпийских играх 1928 — одиночки
Соревнования по академической гребле среди мужчин в одиночках на летних Олимпийских играх 1928 года прошли с 3 по 10 августа в деревне Слотен, которая расположена в 6 км к западу от центра Амстердама. В соревновании приняли участие 15 спортсменов из 15 стран. Действующий олимпийский чемпион из Великобритании Джек Бересфорд был включён в состав сборной Великобритании для участия в Играх, но выступал в соревнованиях восьмёрок.
Олимпийским чемпионом 1928 года стал австралиец Генри Пирс, опередивший в финальном заезде почти на 10 секунд американца Кеннета Майерса. При этом Пирс стал единственным австралийским спортсменом, кому удалось завоевать золотую медаль на Играх в Амстердаме. Преимущество Пирса над конкурентами было настолько велико, что в четвертьфинальном заезде против француза Венсана Сорена он позволил себе остановиться, чтобы пропустить стаю уток. В интервью 1976 года, которое было опубликовано уже после смерти Пирса, он рассказал, что во время заезда услышал крики толпы, которая указывала на что-то за спиной Пирса. Он обернулся и увидел стаю уток, которая медленно плавала от берега к берегу. Пирс был вынужден остановиться, а когда они проплыли мимо, он продолжил заезд. За это время французский гребец оторвался от Пирса на 5 корпусов лодки, однако австралиец довольно быстро его обогнал и выиграл у Сорена на финише 29 секунд.
Для Кеннета Майерса эта награда стала уже второй в карьере. В 1920 году он также стал серебряным призёром, но на Играх в Антверпене он выступал в составе четвёрки с рулевым. В поединке за бронзовую медаль британец Дэвид Коллет выиграл у хозяина соревнований Ламбертуса Гунтера. На Играх 1928 года гребцы из Японии и Южно-Африканского Союза дебютировали в олимпийских соревнованиях по академической гребле.

## Призёры
| Золото               | Серебро           | Бронза                      |
| Генри Пирс Австралия | Кеннет Майерс США | Дэвид Коллет Великобритания |

## Рекорды
До начала летних Олимпийских игр 1928 года лучшее олимпийское время было следующим:
| Лучшее олимпийское время | Спортсмен           | Время   | Место | Дата         |
| ------------------------ | ------------------- | ------- | ----- | ------------ |
| Лучшее олимпийское время | Уильям Гилмор (USA) | 07:03,2 | Париж | 14 июля 1924 |

По итогам соревнований австралиец Генри Пирс смог улучшить данный результат, закончив дистанцию в полуфинальном заезде с результатом 07:01,8. Этот результат впоследствии продержался до 1976 года.

## Расписание
| Дата       | Раунд             |
| ---------- | ----------------- |
| 3 августа  | Первый раунд      |
| 4 августа  | Отборочные заезды |
| 5 августа  | Второй раунд      |
| 6 августа  | Отборочные заезды |
| 7 августа  | Третий раунд      |
| 8 августа  | Полуфинал         |
| 10 августа | Финал             |

## Результаты

### Первый раунд
Победитель каждого заезда проходил во второй раунд соревнований. Все остальные спортсмены попадали в отборочный заезд.

| Место | Спортсмен      | Страна         | Время  | Отставание | Примечания |
| ----- | -------------- | -------------- | ------ | ---------- | ---------- |
| 1     | Дэвид Коллет   | Великобритания | 8:29,6 | +0,0       | Q          |
| 2     | Эдуард Кандево | Швейцария      | 8:35,8 | +6,2       | R1         |

| Место | Спортсмен        | Страна     | Время  | Отставание | Примечания |
| ----- | ---------------- | ---------- | ------ | ---------- | ---------- |
| 1     | Джозеф Райт      | Канада     | 7:57,8 | +0,0       | Q          |
| 2     | Ламбертус Гунтер | Нидерланды | 7:58,4 | +0,6       | R1         |

| Место | Спортсмен     | Страна  | Время  | Отставание | Примечания |
| ----- | ------------- | ------- | ------ | ---------- | ---------- |
| 1     | Бела Сендеи   | Венгрия | 8:03,2 | +0,0       | Q          |
| 2     | Арнольд Шварц | Дания   | 8:06,0 | +2,8       | R1         |

| Место | Спортсмен     | Страна       | Время  | Отставание | Примечания |
| ----- | ------------- | ------------ | ------ | ---------- | ---------- |
| 1     | Йозеф Страка  | Чехословакия | 8:05,2 | +0,0       | Q          |
| 2     | Кинитиро Исии | Япония       | DNF    | —          |            |

| Место | Спортсмен     | Страна    | Время  | Отставание | Примечания |
| ----- | ------------- | --------- | ------ | ---------- | ---------- |
| 1     | Генри Пирс    | Австралия | 7:55,8 | +0,0       | Q          |
| 2     | Вальтер Флинш | Германия  | 8:21,8 | +26,0      | R1         |

| Место | Спортсмен    | Страна  | Время  | Отставание | Примечания |
| ----- | ------------ | ------- | ------ | ---------- | ---------- |
| 1     | Венсан Сорен | Франция | 8:09,2 | +0,0       | Q          |
| 2     | Жак Моттар   | Бельгия | 8:14,8 | +5,6       | R1         |

| Место | Спортсмен     | Страна | Время  | Отставание | Примечания |
| ----- | ------------- | ------ | ------ | ---------- | ---------- |
| 1     | Кеннет Майерс | США    | 8:14,2 | +0,0       | Q          |
| 2     | Анри де Кок   | ЮАС    | 8:19,2 | +5,0       | R1         |

| Место | Спортсмен               | Страна | Время  | Отставание | Примечания |
| ----- | ----------------------- | ------ | ------ | ---------- | ---------- |
| 1     | Микеланджело Бернаскони | Италия | 8:02,0 | +0,0       | Q          |

### Отборочные заезды
Победитель каждого заезда проходил во второй раунд соревнований. Все остальные спортсмены выбывали из соревнований.

| Место | Спортсмен     | Страна   | Время  | Отставание | Примечания |
| ----- | ------------- | -------- | ------ | ---------- | ---------- |
| 1     | Арнольд Шварц | Дания    | 8:20,2 | +0,0       | Q          |
| 2     | Вальтер Флинш | Германия | 8:23,4 | +3,2       |            |

| Место | Спортсмен      | Страна    | Время  | Отставание | Примечания |
| ----- | -------------- | --------- | ------ | ---------- | ---------- |
| 1     | Эдуард Кандево | Швейцария | 8:28,6 | +0,0       | Q          |
| 2     | Анри де Кок    | ЮАС       | 8:50,0 | +21,4      |            |

| Место | Спортсмен        | Страна     | Время  | Отставание | Примечания |
| ----- | ---------------- | ---------- | ------ | ---------- | ---------- |
| 1     | Ламбертус Гунтер | Нидерланды | 8:11,6 | +0,0       | Q          |
| 2     | Жак Моттар       | Бельгия    | 8:17,0 | +5,4       |            |

### Второй раунд
Победитель каждого заезда проходил в третий раунд соревнований. Спортсмены, для которых поражение стало вторым на турнире, выбывали из соревнований, а остальные гребцы попадали в отборочный заезд.

| Место | Спортсмен        | Страна     | Время  | Отставание | Примечания |
| ----- | ---------------- | ---------- | ------ | ---------- | ---------- |
| 1     | Ламбертус Гунтер | Нидерланды | 8:23,8 | +0,0       | Q          |
| 2     | Бела Сендеи      | Венгрия    | 8:33,8 | +10,0      | R2         |

| Место | Спортсмен     | Страна    | Время  | Отставание | Примечания |
| ----- | ------------- | --------- | ------ | ---------- | ---------- |
| 1     | Генри Пирс    | Австралия | 7:28,0 | +0,0       | Q          |
| 2     | Арнольд Шварц | Дания     | 7:47,6 | +19,6      |            |

| Место | Спортсмен               | Страна  | Время  | Отставание | Примечания |
| ----- | ----------------------- | ------- | ------ | ---------- | ---------- |
| 1     | Венсан Сорен            | Франция | 8:38,2 | +0,0       | Q          |
| 2     | Микеланджело Бернаскони | Италия  | 9:10,2 | +32,0      | R2         |

| Место | Спортсмен    | Страна       | Время  | Отставание | Примечания |
| ----- | ------------ | ------------ | ------ | ---------- | ---------- |
| 1     | Йозеф Страка | Чехословакия | 8:36,4 | +0,0       | Q          |
| 2     | Джозеф Райт  | Канада       | 8:45,0 | +8,6       | R2         |

| Место | Спортсмен     | Страна         | Время  | Отставание | Примечания |
| ----- | ------------- | -------------- | ------ | ---------- | ---------- |
| 1     | Кеннет Майерс | США            | 7:46,8 | +0,0       | Q          |
| 2     | Дэвид Коллет  | Великобритания | 7:56,4 | +9,6       | R2         |

| Место | Спортсмен      | Страна    | Время  | Отставание | Примечания |
| ----- | -------------- | --------- | ------ | ---------- | ---------- |
| 1     | Эдуард Кандево | Швейцария | 9:06,6 | +0,0       | Q          |

### Отборочные заезды
Победитель каждого заезда проходил во второй раунд соревнований. Все остальные спортсмены выбывали из соревнований.

| Место | Спортсмен               | Страна | Время  | Отставание | Примечания |
| ----- | ----------------------- | ------ | ------ | ---------- | ---------- |
| 1     | Джозеф Райт             | Канада | 7:49,6 | +0,0       | Q          |
| 2     | Микеланджело Бернаскони | Италия | DNF    | —          |            |

| Место | Спортсмен    | Страна         | Время  | Отставание | Примечания |
| ----- | ------------ | -------------- | ------ | ---------- | ---------- |
| 1     | Дэвид Коллет | Великобритания | 7:35,2 | +0,0       | Q          |
| 2     | Бела Сендеи  | Венгрия        | 7:42,4 | +7,2       |            |

### Третий раунд
Победитель каждого заезда проходил в полуфинал. Все остальные спортсмены выбывали из соревнований.

| Место | Спортсмен    | Страна         | Время  | Отставание | Примечания |
| ----- | ------------ | -------------- | ------ | ---------- | ---------- |
| 1     | Дэвид Коллет | Великобритания | 7:52,2 | +0,0       | SF         |
| 2     | Джозеф Райт  | Канада         | 7:57,6 | +5,4       |            |

| Место | Спортсмен      | Страна    | Время  | Отставание | Примечания |
| ----- | -------------- | --------- | ------ | ---------- | ---------- |
| 1     | Кеннет Майерс  | США       | 8:05,6 | +0,0       | SF         |
| 2     | Эдуард Кандево | Швейцария | 8:11,0 | +5,4       |            |

| Место | Спортсмен        | Страна       | Время  | Отставание | Примечания |
| ----- | ---------------- | ------------ | ------ | ---------- | ---------- |
| 1     | Ламбертус Гунтер | Нидерланды   | 7:57,4 | +0,0       | SF         |
| 2     | Йозеф Страка     | Чехословакия | 8:04,8 | +7,4       |            |

| Место | Спортсмен    | Страна    | Время  | Отставание | Примечания |
| ----- | ------------ | --------- | ------ | ---------- | ---------- |
| 1     | Генри Пирс   | Австралия | 7:42,8 | +0,0       | SF         |
| 2     | Венсан Сорен | Франция   | 8:11,8 | +29,0      |            |

### Полуфинал
| Место | Спортсмен    | Страна         | Время     | Отставание | Примечания |
| ----- | ------------ | -------------- | --------- | ---------- | ---------- |
| 1     | Генри Пирс   | Австралия      | 7:01,8 OB | +0,0       | F          |
| 2     | Дэвид Коллет | Великобритания | 7:08,6    | +6,8       | QB         |

| Место | Спортсмен        | Страна     | Время  | Отставание | Примечания |
| ----- | ---------------- | ---------- | ------ | ---------- | ---------- |
| 1     | Кеннет Майерс    | США        | 7:14,2 | +0,0       | F          |
| 2     | Ламбертус Гунтер | Нидерланды | 7:18,0 | +3,8       | QB         |

### Заезд за 3-е место
| Место | Спортсмен        | Страна         | Время  | Отставание |
| ----- | ---------------- | -------------- | ------ | ---------- |
| 1     | Дэвид Коллет     | Великобритания | 7:19,8 | +0,0       |
| 2     | Ламбертус Гунтер | Нидерланды     | 7:31,6 | +11,8      |

### Финал
В финале соревнований встретились австралиец Генри Пирс и американец Кеннет Майерс. К решающему заезду оба гребца подошли без поражений, одержав по 4 победы. Майерс в течение последних пяти месяцев активно готовился к Играм в Амстердаме и по ходу финала ему удавалось несколько раз обгонять Пирса, однако на финише австралиец смог серьёзно оторваться от своего соперника, выиграв у Майерса почти 10 секунд. 
| Место | Спортсмен     | Страна    | Время  | Отставание |
| ----- | ------------- | --------- | ------ | ---------- |
| 1     | Генри Пирс    | Австралия | 7:11,0 | +0,0       |
| 2     | Кеннет Майерс | США       | 7:20,8 | +9,8       |